# Wilbur Bascomb
Wilbur Bascomb, detto "Bad" (Washington Heights, 24 gennaio 1934), è un bassista statunitense conosciuto per il suo contributo alla realizzazione dell'album di Jeff Beck Wired e per la sua partecipazione alla realizzazione della colonna sonora del film Hair del 1979.
Bassista di estrazione funky/rock, fu uno dei primi esponenti della fusion anni settanta e fonte di ispirazione per bassisti come Stanley Clarke o Jeff Berlin.
Nel corso della sua carriera ha registrato con artisti come Galt McDermot, Jeff Beck, James Brown e B.B. King.

## Discografia
- Just A Groove In "G" / Take Me Back (7") - 1971
- Black Grass Music (LP) - 1972
- Ellerine (LP) - 1972
- From The Depths Of My Soul (LP) - 1973
- Hustlers Convention (LP) - 1973
- Sweet Revival (LP) - 1973
- Big Bad Bo (LP) - 1974
- Change Up The Groove (LP, Album) - 1974
- Experience And Judgment (LP) - 1974
- Many Shades Of Blue (LP) - 1974
- House Of The Rising Sun (LP) - 1975
- Do It Twice / Funk City (7") - 1976
- Wired (LP) - 1976
- Herbie Mann & Fire Island (LP) - 1977
- The mysterious flying orchestra -1977
- Portfolio (LP) - 1977
- This Close To You (LP, Album) - 1977
- Turn This Mutha Out (LP) - 1977
- Doctor Boogie (LP) - 1978
- Kiss Me Again (12", Promo, Red) - 1978
- Pursuit Of Happiness (LP, Album) - 1978
- Sgt. Pepper's Lonely Hearts Club Band (2xLP) - 1978
- Sky Music (LP) - 1978
- The Gator Horn (LP) - 1979
- Suspicions (LP, Album) - 1980
- Utopia Parkway (LP) - 1980
- 24→24 Music (LP) - 1981
- There Must Be A Better World Somewhere (CD) - 1981
- Ultimate Breaks & Beats (LP) - 1986
- Hustler's Convention (CD) - 1990
- Sugar (LP, Album) - 1990
- Hustler's Convention With Doriella Du Fontaine And O.D. (CD) - 1994
- Funky Good Time - The Freedom Jazz Dance Series (CD) - 1995
- Funky Good Time: The Anthology (2xCD, Comp) - 1995
- Reality (CD, Album, RM) - 1996
- Experience And Judgment (CD) - 1998
- Live In Nashville (LP) - 2000
- Super Breaks Volume Two (2xLP) - 2000